# 스테이시 오리코
스테이시 조이 오리코(영어: Stacie Joy Orrico, 1986년 3월 3일 ~ )는 미국의 가수이다.

## 음반 목록
- Genuine (2000)
- Stacie Orrico (2003)
- Beautiful Awakening (2006)